# Miquel de Palol

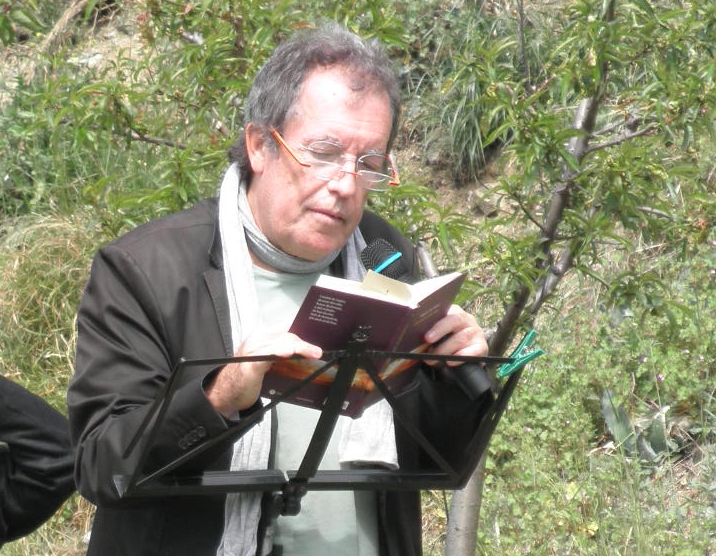

Miquel de Palol (Barcelona, 1953) is een Catalaanse dichter en schrijver.

## Biografie
De Palol woonde tot zijn zeventiende in Valladolid, waarna hij terugkeerde naar zijn geboortestad. Hoewel hij is opgegroeid buiten Catalonië, heeft hij vanaf het begin gepubliceerd in het Catalaans, de taal van zijn ouders, van zijn grootvader, de dichter, de romancier en toneelschrijver Miquel de Palol, en van zijn overgrootvader, de dichter Pere de Palol. Tijdens zijn opleiding tot architect, publiceerde hij op twintigjarige leeftijd Delta, zijn eerste poëziebundel. In 1982 ontving hij de ‘Carles Riba’, de belangrijkste Catalaanse poëzieprijs, voor El Porxo de les Mirades (Portiek der Blikken). Voor dezelfde dichtbundel ontving hij in 1984 de Serra d'Or-kritiekprijs voor literatuur en essay.
In totaal publiceerde Miquel de Palol dertien dichtbundels alvorens zijn eerste roman het licht zag. El Jardí dels Set Crepuscles (De tuin der Zeven Schemeringen) won in 1989 bijna alle literaire, prijzen die voor Catalaanse romans worden toegekend en is vertaald in het Spaans, Nederlands, Duits en ltaliaans. Sindsdien publiceerde deze bijzonder productieve auteur negen romans waarvan één samen met Xavier Moret, drie verhalenbundels, waarvan één samen met Maria de la Pau Janer, een ‘divertimento in proza’, drie poëziebundels en een bloemlezing van zijn dichtwerk in een tweetalige, Catalaans-Spaanse uitgave. Zijn laatste roman, El Troiacord, is qua omvang (de roman bestaat uit vijf delen met een totaal van meer dan 1300 pagina’s), ambitie en complexiteit te vergelijken met zijn veel geroemde eerste roman.

## Thematiek
Liefde en zelfopoffering aan de ene kant, en ambitie en verraad aan de andere, kunnen worden beschouwd als de twee polen van de wereld die in zijn romans wordt opgeroepen. De ‘basso contiuno’ van zijn prozawerk is de willekeur van de macht.
De poëzie van Miquel de Palol wordt gekenmerkt door een rijk stilistisch palet met uiteenlopende registers, van barokke, labyrintische zinsconstructies tot alledaagse spreektaal, waarin nu eens een denkbeeldige, dan weer een fel realistische wereld wordt opgeroepen.
Wijsheid verkregen uit persoonlijke ervaring en de herinnering als structurerende en zingevende levenskracht, kunnen worden aangemerkt als thematische constanten in zijn dichtwerk.

## Vertalingen
Van Miquel de Palol zijn tot op heden twee romans in het Nederlands vertaald: De tuin der Zeven Schemeringen (vertaald door Elly de Vries-Bovée) en lgur Nebli (vertaald door Frans Oosterholt).
- Biblioteca Nacional de España: XX1041014
- Bibliothèque nationale de France: cb157605282 (data)
- Catàleg d'autoritats de noms i títols de Catalunya: 981058514041106706
- Gemeinsame Normdatei: 121413241
- International Standard Name Identifier: 0000 0001 1033 3261
- Library of Congress Control Number: n85148341
- Nationale Bibliotheek van Letland: 000197315
- Nationale Bibliotheek van Tsjechië: mub20241239223
- Nederlandse Thesaurus van Auteursnamen: 089779819
- Istituto Centrale per il Catalogo Unico: RAVV108711
- Système universitaire de documentation: 070328269
- Virtual International Authority File: 117893457
- WorldCat: E39PBJg4jDMq46WpxHgRDXPCwC